# 吉崎祥司
吉崎 祥司（よしざき しょうじ、1945年 - ）は、日本の哲学研究者、北海道教育大学名誉教授。
石川県生まれ。1967年早稲田大学文学部哲学科卒、1974年北海道大学大学院博士課程満期退学、東日本学園大学講師、1978年北海道教育大学助手、79年助教授、93年教授、2008年定年退任、名誉教授。

## 著書
- 『国を愛するとは』学習の友社 1983
- 『リベラリズム <個の自由>の岐路』青木書店 シリーズ現代批判の哲学 1998
- 『「自己責任論」をのりこえる 連帯と「社会的責任」の哲学』学習の友社 2014

### 共編著
- 『階級・ジェンダー・エスニシティ 21世紀の社会学の視角』笹谷春美,小内透共編著 中央法規出版 2001
- 『平等主義が福祉をすくう 脱〈自己責任=格差社会〉の理論』竹内章郎,中西新太郎,後藤道夫,小池直人共著 青木書店 2005
- 『格差社会とたたかう 〈努力・チャンス・自立〉論批判』後藤道夫,竹内章郎,中西新太郎,渡辺憲正共著 青木書店 現代のテキスト 2007

翻訳
- L.T.ホブハウス『自由主義 福祉国家への思想的転換』監訳 社会的自由主義研究会訳 大月書店 2010

## 論文
- Cinii

## 注
1. ↑  『リベラリズム個の自由の岐路』著者紹介
2. ↑  研究者情報